# Константин Козеев
Константин Мирович Козеев е бивш руски космонавт, извършил един полет в космоса.

## Биография
Роден е на 1 декември 1967 г. в Калининград (дн. гр. Корольов), Московска област, Русия. През 1983 г. завършва гимназия и се записва в Калининградския машиностроителен техникум, в който учи до 1987 г. След завършване на техникума е две години наборна служба в армията. След завършване на казармата работи като треньор по бързо пързаляне с кънки в спортен клуб „Вимпел“ (гр. Калининград).
През 1992 г. завършва Московски авиационен институт. От 1991 до 1996 г. работи в РКК „Енергия“ отначало като техник, а по-късно като инженер-технолог.
На 2 април 1996 г. е зачислен като кандидат в отряда на космонавтите.

### Полет в космоса
До 2000 г. преминава подготовка в състава на групата космонавти по програмата на МКС. През 2001 г. е дубльор на бординженера на кораба „Союз ТМ-32“.
От 21 до 31 октомври 2001 г. извършва космически полет като бординженер на кораба „Союз ТМ-33“, заедно с Виктор Афанасиев и Клоди Андре-Деше. На Земята се завръща в състава на екипажа на кораба „Союз ТМ-32“.

### Завършване на кариерата на космонавт
Козеев работи в отряда на космонавтите до 2008 г., но повече в космоса не е летял. От 2008 г. продължава да работи в РКК „Енергия“.

### Семейно положение
Разведен. Няма деца.

## Награди
- Герой на Русия (2002).
- Летец-космонавт на Русия (2002).